# Stygichthys typhlops
Stygichthys typhlops ist eine blinde und pigmentlose Fischart aus der Salmlerfamilie Acestrorhamphidae. Sie ist die einzige Art der Gattung Stygichthys. Das Vorkommen ist auf den brasilianischen Bundesstaat Minas Gerais beschränkt.

## Merkmale
Maße liegen nur vom 1962 gesammelten Holotypus vor. Die Gesamtlänge des Tieres beträgt 23,6 mm. Der Körper ist leicht verlängert. Kopfhöhe und -breite sind ähnlich groß. Im rechten Zwischenkieferbein befinden sich sieben Zähne auf der inneren von zwei Zahnreihen. Die äußere Zahnreihe des Zwischenkieferbeins besteht aus drei Zähnen. Im Oberkiefer befinden sich zehn Zähne und im Unterkiefer acht. An der Oberlippe der Schnauzenspitze sind zwei sehr kleine Nasenöffnungen zu erkennen. Ein zweites viel größeres Paar von Nasenlöchern befindet sich an der Oberseite der Schnauze kurz vor der Erhebung der Stirn. Die Haut ist komplett unpigmentiert und es gibt kein auffälliges Seitenlinienorgan sowie keine äußerlich sichtbaren Augen. Es gibt sieben Rückenflossenstrahlen, acht Afterflossenstrahlen, zehn Brustflossenstrahlen, fünf Bauchflossenstrahlen und fünfzehn Schwanzflossenstrahlen.

## Vorkommen und Lebensraum
Die genaue Typuslokalität ist unbekannt. Sie befindet sich in einem Brunnen bei Jaiba. Jaiba kann sich dabei sowohl auf die gesamte Region (Serra de Jaiba) als auch auf die Stadt Jaiba beziehen, die zwischen Januária und Janaúba im nördlichen Minas Gerais liegt. Stygichthys typhlops lebt im Grundwasser.

## Lebensweise
Auch wenn die Zahnstruktur auf eine vegetarische Ernährungsweise hindeutet, ist es unwahrscheinlich, dass diese Art in einer unterirdischen Umgebung pflanzliche Nahrung aufnimmt. Vermutlich stellen die Zähne ein Überbleibsel dar, das Stygichthys typhlops von einem unbekannten Vorfahren übernommen hat. Kannibalismus ist nicht unbekannt.

## Äußere Systematik
Stygichthys gehört zur Salmlerfamilie Acestrorhamphidae und ist die Typusgattung der Unterfamilie Stygichthyinae, zu der auch die Gattungen Coptobrycon, Deuterodon, Myxiops, der Sonnensalmler (Hyphessobrycon eos), sowie einige Arten aus der nicht monophyletischen Gattung Astyanax gehören.

## Status
Stygichthys typhlops war lange nur von einem Exemplar bekannt, das im Mai 1962 von Joseph A. Tosi junior, einem Ökologen vom Instituto de Agricultura der Organisation Amerikanischer Staaten während einer Brunnenbaumaßnahme in 30 Meter Tiefe gefangen wurde. Erst 2004 entdeckten Forscher vom Instituto de Biociências und dem Zoologischen Museum der Universität Sâo Paulo 25 weitere Exemplare. Die IUCN stuft die Art in die Kategorie „unzureichende Datenlage“ (data deficient) ein. Als Hauptgefährdung gilt die Absenkung des Grundwasserspiegels.

## Belege
1. ↑  Bruno F Melo, Rafaela P Ota, Ricardo C Benine, Fernando R Carvalho, Flavio C T Lima, George M T Mattox, Camila S Souza, Tiago C Faria, Lais Reia, Fabio F Roxo, Martha Valdez-Moreno, Thomas J Near, Claudio Oliveira (2024): Phylogenomics of Characidae, a hyper-diverse Neotropical freshwater fish lineage, with a phylogenetic classification including four families (Teleostei: Characiformes) Zoological Journal of the Linnean Society, Volume 202, Issue 1, September 2024, doi: 10.1093/zoolinnean/zlae101